# Charaxes aequidistans
Charaxes aequidistans är en fjärilsart som beskrevs av M.Gaede 1915/16. Charaxes aequidistans ingår i släktet Charaxes och familjen praktfjärilar. Inga underarter finns listade i Catalogue of Life.